# WASP-4

WASP-4  — зоря головної послідовності спектрального класу G7V з видимою зоряною величиною 13m в променях B, що розташована приблизно на відстані 1000 світлових років від Землі у напрямку сузір'я Фенікса.

## Планетарна система
2007 року поблизу цієї зорі було відкрито позасонячну планету WASP-4b.
| Планета (по порядку віддалення від зорі) | Маса             | Радіус                | Велика піввісь (а.о.) | Орбітальний період (діб) | Нахил орбіти (°) | Ексцентриситет орбіти | Кіл-ть супутників |
| ---------------------------------------- | ---------------- | --------------------- | --------------------- | ------------------------ | ---------------- | --------------------- | ----------------- |
| WASP-4b                                  | 1.237 ± 0.064 MJ | 1.304+0.054 −0.042 RJ | 0.0230±0.001          | 1.3382282±0.000003       | ?                | 0                     | ?                 |